# Tipula (Emodotipula) hemmingseni
Tipula (Emodotipula) hemmingseni is een tweevleugelige uit de familie langpootmuggen (Tipulidae). De soort komt voor in het Oriëntaals gebied.